# MIND GAMES (亜蘭知子のアルバム)
『MIND GAMES』（マインド・ゲイムス）は亜蘭知子の7枚目のアルバム。

## 内容
織田哲郎が全ての作曲・編曲及び長戸大幸との共同プロデュースを行ったアルバム。読みについては、普通は「ゲームス」だと思われがちであるが、正しくは「ゲイムス」である。

## 収録曲
1. DOLL
2. Stop Breakin' My Heart
3. MIND GAMES
4. Silent Night -まるでバラードのように-
5. Crazy
6. 純情魔女
7. Positive Woman
8. Parking -It's Only Love-
9. Sometimes I Feel

作詞:亜蘭知子 作曲・編曲:織田哲郎(ALL)

## 参加ミュージシャン
- 織田哲郎 - ギター、キーボード
- 北島健二 - ギター
- 吉川忠英 - ギター
- 島健 - ピアノ
- 渡辺直樹 - ベース
- 古村敏比古 - サックス
- 増田隆宣（BLUEW） - キーボード